# Der Katalog
Der Katalog (Catalogul) este o compilație ce consta în opt albume Kraftwerk care au fost lansate între anii 1974 - 2003. Compilația este sub forma unei cutii-set.
Toate albumele au fost îmbunătățite digital, cu majoritatea copertelor modificate.
Albumele incluse în cutie sunt următoarele:
- Autobahn (1974)
- Radio-Aktivitat (1975)
- Trans-Europa Express (1977)
- Die Mensch Maschine (1978)
- Computerwelt (1981)
- Electric Cafe (1986) (aici îi este dat numele original de Techno Pop)
- The Mix (1991)
- Tour De France Soundtracks (2003) (aici îi este dat numele de Tour De France)

Setul trebuia să fie lansat în format de CD, vinil și Super Audio CD în 2004. Până acum a fost de asemenea distribuit si ca un produs promoțional pe compact disc; câteva au fost vândute pe eBay la prețuri peste măsură de 400$ / 300€ / 200£. La început, EMI a scos colecția de pe eBay, deși aceasta și-a găsit calea de revenire pe site. Der Katalog a fost lansată oficial în cele din urmă pe data de 5 octombrie 2009.